# 皮洛朗斯 (奥德省)
皮洛朗斯（法語：Puilaurens，法語發音：[pɥiloʁɑ̃s] ⓘ）是法国奥德省的一个市镇，属于利穆区。该市镇2009年时的人口为271人。

## 人口
皮洛朗斯人口变化图示
| 数据来源：INSEE |